# گرت کولامه
گرت کولامه (استونیایی: Gert Kullamäe؛ زادهٔ ۳ ژوئن ۱۹۷۱) بازیکن سابق و مربی بسکتبال اهل استونی است.
وی در مسابقات ملی در مجموع برندهٔ ۱ مدال برنز شده. وی در سال ۱۹۹۹ به‌عنوان بازیکن سال بسکتبال استونی انتخاب شده‌است.